# Rachel Sánchez
Rachel Sánchez Pérez (Pinar del Río, 9 gennaio 1989) è una pallavolista cubana.
Gioca nel ruolo di centrale nell'İlbank.

## Carriera

### Club
La carriera di Rachel Sánchez inizia nei tornei amatoriali cubani con la formazione di Pinar del Río. Dopo due anni di inattività, inizia la carriera professionistica all'estero, partecipando nella stagione 2013-14 alla Nacional'naja liga kazaka con l'Almatı. Nella stagione seguente gioca nella Lega Nazionale A svizzera col Volero Zurigo, aggiudicandosi lo scudetto e la Coppa di Svizzera.
Nel campionato 2015-16 approda nella Ligue A francese per difendere i colori del RC Cannes, con cui si aggiudica la Coppa di Francia; nel campionato seguente gioca invece in Turchia, con l'İdman Ocağı, in Sultanlar Ligi, dove rimane anche nella stagione 2017-18, vestendo la maglia dello Halkbank.
Dopo un periodo di inattività, torna in campo nel gennaio 2019 con il Çanakkale, disputando la seconda parte della Sultanlar Ligi 2018-2019. Per il campionato 2019-20 si accasa nella divisione cadetta turca con l'İlbank.

### Nazionale
Nel 2005 entra a far parte della nazionale cubana, con la quale gioca fino al 2010, aggiudicandosi la medaglia d'argento al campionato nordamericano 2005 ed XX Giochi centramericani e caraibici, quella d'oro alla Coppa panamericana 2007, un altro argento al World Grand Prix 2008 ed il bronzo al campionato nordamericano 2009.

## Palmarès

### Club
- Campionato svizzero: 1

2014-15
- Coppa di Svizzera: 1

2014-15
- Coppa di Francia: 1

2015-16

### Nazionale (competizioni minori)
- Giochi centramericani e caraibici 2006
- Montreux Volley Masters 2007
- Coppa panamericana 2007
- Montreux Volley Masters 2008
- Montreux Volley Masters 2010

### Premi individuali
- 2016 - Ligue A: Miglior centrale